# Општина Трајан (Телеорман)
Трајан (рум. Traian) општина је у Румунији у округу Телеорман.
Oпштина се налази на надморској висини од 32 m.